# Styggtjärnen (Vemdalens socken, Härjedalen)
Styggtjärnen är en sjö i Härjedalens kommun i Härjedalen och ingår i Ljusnans huvudavrinningsområde.